# 림프
림프(lymph, 라틴어로 '물'을 뜻하는 lympha에서 유래)는 림프계를 따라 흐르는 액체이다. 림프계는 림프관과 림프절로 구성되며, 림프절은 정맥계와 비슷하게 조직에서 체순환으로 체액을 돌려보내는 역할을 한다. 혈장과 백혈구의 투과 현상은 모세혈관에서 발생한다. 혈액은 모세혈관의 좁은 통로를 통과하며 림프가 형성되고 이 림프는 각 세포에 영양분을 공급하며 세포의 노폐물을 받아들인다. 그 후 림프는 각종 혈관과 림프관을 통하여 일반 혈액순환 체계로 돌아온다.
림프는 간질액에서 유래하지만 주변의 세포나 혈액과 계속 물질 교환이 일어나기 때문에 림프의 조성은 계속 변화한다. 일반적으로 림프의 조성은 혈장과 비슷하다. 림프는 순환계로 단백질과 과도한 간질액을 돌려 보낸다. 또한 림프는 소화계(암죽관에서 시작)의 지방을 킬로미크론의 형태로 혈액으로 운반한다.
세균이 림프관으로 침입하여 림프절로 옮겨질 수 있으며, 림프절에서 세균이 파괴된다. 전이된 암세포도 림프를 통해서 운송될 수 있다.
임파(淋巴)는 림프를 음역한 것이다.

## 성분

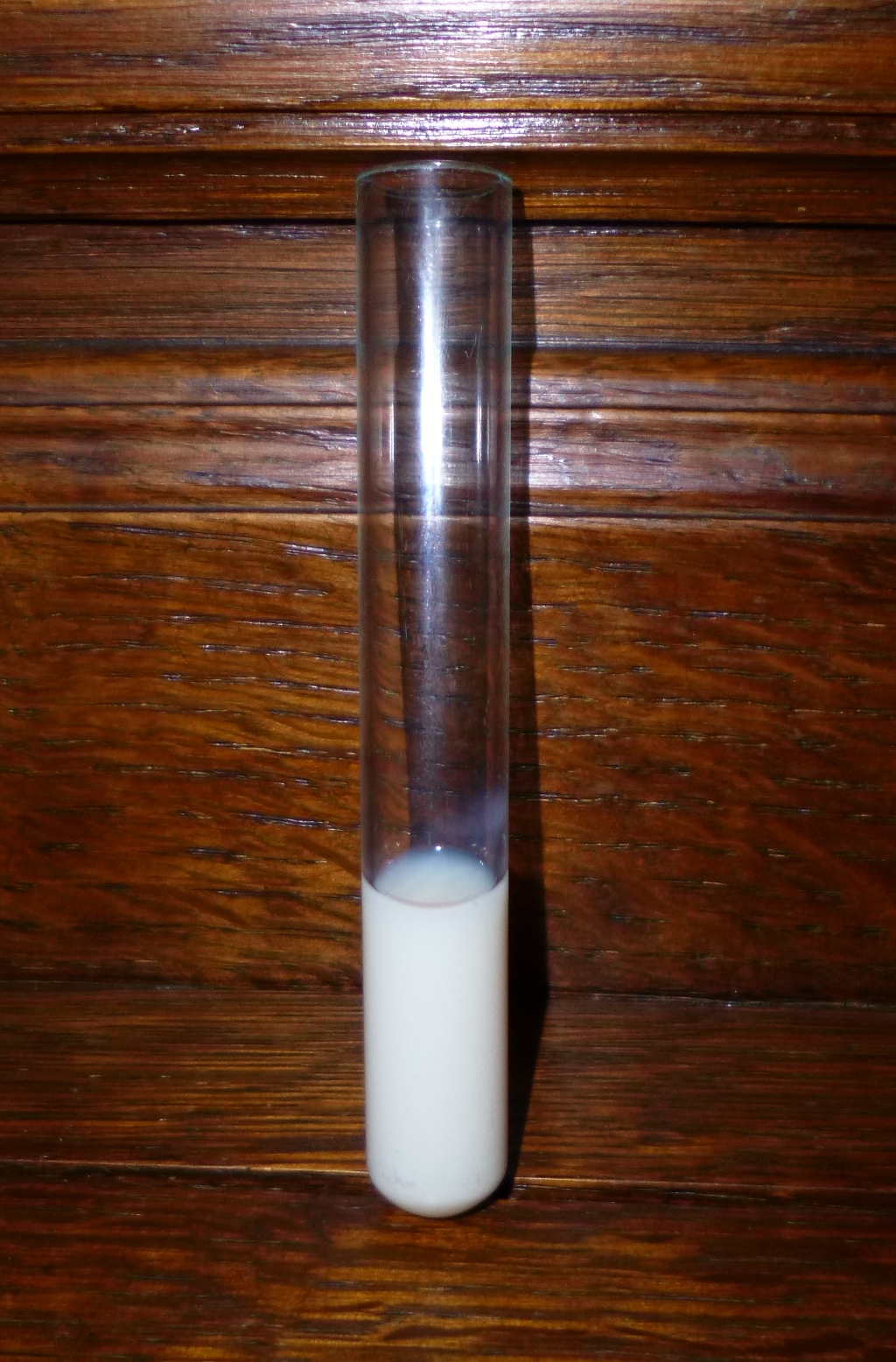
가슴림프관 손상 환자에서 얻은 사람의 림프

림프의 성분은 혈장과 비슷하며 혈장이 한번 더 여과된 상태라고 볼 수 있다. 림프에는 백혈구, 특히 림프구가 들어있다. 다시 말해 림프는 혈액에서 적혈구를 빼버린 상태로서 신체 각 기관들을 통하며 작용하고 일반적으로 피보다 영양소가 적고 노폐물은 더 많은 특성을 갖는다. 소화계에서 만들어진 유미라는 림프는 주로 킬로미크론으로 구성되어 있다. 또한 장의 라이페이스가 쉽게 분해하지 못하는 긴사슬 트라이글리세라이드, 인지질, 콜레스테롤, 콜레스테릴 에스터 등이 포함되어 있고 많은 지질 성분으로 인해 유미는 우윳빛의 흰색을 띈다.

## 형성

혈액에서 간질액이 형성되는 과정. 스탈링힘이 표시되어 있다. 몸쪽에서는 정수압이 더 커서 액체를 바깥으로 내보내며, 먼쪽에서는 교질삼투압이 더 커서 액체가 안으로 들어온다.

혈액은 영양소와 중요한 대사물질을 조직의 세포에 공급하고 세포가 생산한 노폐물을 모은다. 이 교환은 직접 일어나지 않고, 혈액과 조직 사이에 위치하며 세포 사이 공간을 차지하고 있는 간질액을 통해 이루어진다. 혈액과 주변의 세포는 간질액에서 물질을 계속 교환한다. 물과 용질은 모세혈관 벽 사이의 공간인 세포틈새를 통해 확산되어 간질액을 통과한다. 따라서 혈액과 간질액은 서로 동적 평형 상태에 있다.
간질액은 모세혈관의 세동맥 쪽 끝에서 형성되는데, 이는 정맥과 비교했을 때 이 지점의 압력이 높기 때문이다. 대부분의 간질액은 세정맥 쪽으로 돌아오며, 나머지(10%까지)는 림프가 되어 림프모세관으로 들어간다. 따라서 처음 만들어질 때의 림프는 간질액과 동일한 조성의 물과 같이 투명한 액체이다. 그러나 림프절을 따라 림프가 흘러가면 혈액과 접촉하게 되어 더 많은 세포(특히 림프구)와 단백질이 림프에 축적된다.

## 기능
림프는 림프관을 통해 혈액으로 돌아오며, 돌아온 림프를 통해 간질액이 형성될 때 소실된 체액 용적을 다시 보충한다.
심혈관계와 다르게 림프계는 폐쇄되어 있지 않다. 일부 양서류와 파충류에 속하는 종들의 림프계에는 림프심장이라고 하는, 보통 한 쌍으로 존재하는 중심 펌프가 존재한다. 그러나 사람이나 다른 포유류에는 림프계의 중심 펌프가 존재하지 않는다. 림프의 수송은 느리고 산발적으로 발생한다. 림프계의 압력은 낮지만 림프의 움직임은 연동운동(평활근 조직의 수축과 이완으로 인해 림프가 추진력을 얻음), 판막, 근처 골격근의 수축과 동맥의 맥박에 의해 발생한다.
간질에서 림프관으로 들어오는 림프는 판막이 존재하기 때문에 거꾸로 흐르지 않는다. 판막이 없다면 림프가 역류하며 림프부종이 생길 수 있다. 한편 만일 림프관에서 지나치게 큰 정수압이 걸리면 일부 액체가 간질로 역류하여 부종 형성에 기여할 수 있다.
가슴림프관에서 림프의 흐름은 휴식 중인 사람에서 평균적으로 시간당 100ml 정도이다. 다른 림프관의 시간당 ~25ml 정도의 림프 흐름을 더하면 하루에 인체를 흐르는 림프의 총 용적은 4~5L 정도이다. 운동 중에는 림프의 양이 증가할 수 있다. 림프가 흐르지 않으면 휴식 중인 사람이 24시간 이내에 사망할 것으로 추정된다.